# Пригородное (Нестеровский район)
Пригородное (до 1938 — Петрикашен, нем. Petrikatschen, до 1946 — Шютценорт, нем. Schützenort) — посёлок в Нестеровском районе Калининградской области. Является центром Пригородного сельского поселения.

## История
В 1910 году в Петрикашене проживало 207 человек, в 1933 году — 164 человека. В 1938 году Петрикашен был переименован в Шютценорт.
В 1941 году на территории посёлка был организован лагерь Офлаг-52 для содержания советских военнопленных. В июне 1942 года он был переименов в Шталаг-1Д. По приблизительным оценкам в лагере погибло около 7 тыс. военнопленных.
В 1946 году Шютценорт был переименован в поселок Пригородное.

## Население
| 1910 | 1933 | 1939 | 2002 | 2010 |
| ---- | ---- | ---- | ---- | ---- |
| 207  | ↘164 | ↘147 | ↗543 | ↘497 |